# Brahim Toughza
Brahim Toughza (ar. إبراهيم توغزة; ur. 1951) – marokański zapaśnik walczący w stylu klasycznym. Olimpijczyk z Montrealu 1976, gdzie zajął siedemnaste miejsce w wadze półciężkiej.
Złoty i srebrny medalista igrzysk afrykańskich w 1978. Wicemistrz Afryki w 1981 i trzeci w 1982. Brązowy medalista igrzysk panarabskich w 1985. Czwarty w Pucharze Świata w 1979 roku.

## Letnie Igrzyska Olimpijskie 1976
| Konkurencja          | Rundy eliminacyjne | Klas. końcowa |
| Konkurencja          | Przeciwnik I       | Miejsce       |
| -------------------- | ------------------ | ------------- |
| 74 kg styl klasyczny | Hans Kiss (AUT) P  | 17.           |